# Crocidura ordinaria
Crocidura ordinaria є видом ссавців родини Soricidae. Він зустрічається у Індонезії. Це ендемік індонезійського острова Сулавесі, де він мешкає на висоті від 200 до 2600 м над рівнем моря. Має сірувато-коричневе хутро.